# آقچ
آقچ یا آغش، روستایی در دهستان بام بخش بام شهرستان بام و صفی‌آباد در استان خراسان شمالی ایران است.

## وجه تسمیه
در مورد وجه تسمیه این روستا اطلاعات دقیقی وجود ندارد. اما در اصطلاح محلی به معنی قوچ سفید است ولیکن در لغت‌نامه دهخدا آمده است :آقچه کلمه مغولی به معنی زر یا سیم و مسکوت؛ و توسعه هر مسکونی
وز پی آن تا زند سکه بنام نقاش
می‌زند از آفتاب آقچه موزون فلک خاقانی
آقچه زرگر هزار سال بماند
عاقبتش جای هم دهانه گاز است خاقانی
شاهد طارم فلک رست ز دیو هفت سر
ریخت بهر دریچه‌ای آقچه‌ای زر شش سری خاقانی

## تاریخچه روستا
طبق مطالعات و بررسی‌های باستان شناختی که توسط باستان‌شناس احمد نیک گفتار در سال ۱۳۸۶ صورت گرفته سکونت در پیرامون این روستا مربوط به دوره اشکانیان و ساسانیان می‌رسد که نمونه آن محوطه ملادره و محوطه باستانی قاراداش است.

## کوه‌های روستا
از کوه‌های اطراف آن می‌توان به کوه آلماجوق با ارتفاع ۲۱۴۹ متر در ۳ کیلومتری شمال آبادی و کوه سلحه چین با ارتفاع ۲۱۴۹ متر اشاره کرد تپه‌ای نیز در شمال آبادی به نام (کنی) وجود دارد.

## آب و هوا
آب و هوای روستا مرطوب با تابستان‌های گرم و زمستان‌های سرد و نسبتاً مرطوب است. درجه حرارت هوا در گرمترین موقع سال در ماه‌های مرداد (برج اسد) و شهریور (برج سنبله) تا ۳۵درجه سانتیگراد می‌رسد و بارش باران به صورت پراکنده از ماه اردیبهشت (برج ثور) تا دی ماه (برج جدی) است.

### رودخانه‌ها
رودخانه کال آقچ از مجاورت غربی آبادی می‌گذرد.

## جمعیت
بر پایه سرشماری عمومی نفوس و مسکن در سال ۱۳۹۵، جمعیت این روستا برابر با ۱۴۳ نفر (۶۱ خانوار) بوده است.